# الموسيقى الجنائزية (هاينريش شوتز)

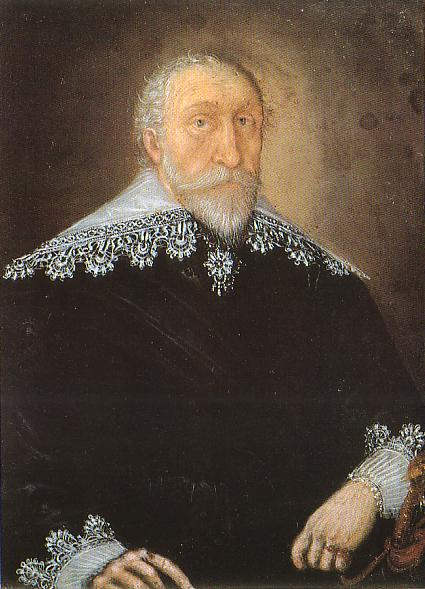
الأمير هاينشريش فون رويس

الموسيقى الجنائزية (بالألمانية: Musikalische Exequien)‏ مصنف رقم 7 هي عمل ديني موسيقي لهاينريش شوتز كتبه نحو عام 1635/36. يعد أحد أعظم أعمال شوتز، وهو قداس جنائزي لوثري كتبه لجنازة أحد المحسنين الأوائل إليه، وهو الأمير هاينشريش فون رويس، حيث حدد الأمير نصوصا معينة لتنقش على قبره وتلحن للعرض في جنازته. يخصص شوتز هذه الكلمات التأملية للمطربين الصولو ويدخلها في الكرياليسون الذي يغنيه الكورس. يلي هذا موتيت كورالي ويصل لأوجه في لحن قوي بشكل غير عادي في «أغنية سميون» حيث يقاطع الجوقة الفرقة الأساسية بكلمات «مبارك الموتى الذين يموتون في سبيل الرب».